# Cinquième circonscription de la préfecture de Shizuoka
La cinquième circonscription de la préfecture de Shizuoka (静岡県第5区, Shizuoka-ken dai-go-ku) est l'une des huit circonscriptions législatives que compte la préfecture de Shizuoka au Japon.

## Description géographique
Entre 1994 et 2002, la cinquième circonscription de la préfecture de Shizuoka regroupait les villes de Fujinomiya et Fuji et le district de Fuji.
Entre 2002 et 2013, elle réunissait les villes de Mishima, Fuji, Gotenba et Susono et une partie des districts de Tagata et Suntō correspondant respectivement aux bourgs d'Izunagaoka (ja) et Kannami et au bourg d'Oyama.
Entre 2013 et 2022, elle comprenait les villes de Mishima, Gotenba et Susono, une partie des villes de Fuji et Izunokuni, le district de Tagata et le bourg d'Oyama dans le district de Suntō.
Depuis 2022, elle correspond aux mêmes unités administratives à l'exclusion de la ville d'Izunokuni,.

## Députés
| Législature | Début de mandat | Fin de mandat | Député élu            | Parti politique | Parti politique |
| ----------- | --------------- | ------------- | --------------------- | --------------- | --------------- |
| 41e         | 1996            | 2000          | Toshitsugu Saitō (ja) |                 | PLD             |
| 42e         | 2000            | 2003          | Toshitsugu Saitō (ja) |                 | PLD             |
| 43e         | 2003            | 2005          | Gōshi Hosono          |                 | PDJ             |
| 44e         | 2005            | 2009          | Gōshi Hosono          |                 | PDJ             |
| 45e         | 2009            | 2012          | Gōshi Hosono          |                 | PDJ             |
| 46e         | 2012            | 2014          | Gōshi Hosono          |                 | PDJ             |
| 47e         | 2014            | 2017          | Gōshi Hosono          |                 | PDJ             |
| 48e         | 2017            | 2021          | Gōshi Hosono          |                 | PE              |
| 49e         | 2021            | -             | Gōshi Hosono          |                 | SE              |
| 50e         | 2024            | -             | Gōshi Hosono          |                 | PLD             |